# Arnhem (schip, 1654)
De Arnhem was een Nederlands spiegelretourschip van 1000 ton, in 1654 gebouwd voor de VOC-Kamer Amsterdam van de Vereenigde Oostindische Compagnie, dat in 1661 op de terugkeer van zijn derde reis naar Indië verging op de koraalriffen van de Cargados Carajos (ook geheten St Brandon), een groep atollen en riffen in de Indische Oceaan op circa 430 km ten noordoosten van Mauritius.

## Reizen
Het vertrok in juni 1655 voor zijn eerste reis naar Batavia, en maakte van daar in mei 1656 een tocht naar Siam, waar het huiden, sappanhout en rijst inlaadde. De rijst was bestemd voor Banda. De huiden en het hout waren voor Japan. Eind juni voer de Arnhem door naar Dejima, en kwam in december weer terug in Batavia met contanten, zilver, koper, thee en rijst. In februari 1657 keerde het terug naar de Republiek, samen met drie andere retourschepen, met een lading Bengaalse zijde en ander textiel, suiker en Japans koper. Het 'costelijck schip Aernhem' liep aanzienlijke vertraging op door stormschade aan de ra's, en verbleef een poos in de baai van Antongil op Madagaskar voor reparaties. Pas eind juli 1658 kwam het schip in Nederland aan. In oktober 1658 vertrok het voor zijn tweede reis, en kwam in juli 1660 weer terug in een grote retourvloot onder leiding van Pieter Sterthemius. In februari 1661 vertrok het in een vloot van 18 schepen voor de derde keer naar Batavia. De schepen trokken niet gelijk op. De Arnhem kwam samen met het Wapen van Holland op 12 september aan. Onderweg waren 35 mensen overleden, waaronder de schipper. Gelijk de volgende dag werd besloten beide schepen te bestemmen voor de eerstvolgende terugreis. Het zou voor beide schepen de laatste reis worden.

## De retourvloot van 1661
Op 23 december 1661 vertrok de retourvloot uit Batavia met zeven zwaar beladen schepen: het Wapen van Holland met de admiraal Arnold de Vlaming van Oudtshoorn, de Prins Willem met de viceadmiraal Jacob Willemse, de Phoenix met de schout-bij-nacht Jan van der Laen, en de Maerseveen, Princes Royal, Leeuw van Enckhuysen en de Arnhem. Zoals Wouter Schouten later schreef: ‘altemael Schepen als Kercken, yder om ‘t schoonst, en van de grootste welck oyt Nederlanders op de wateren vaerden’. Schipper op de Arnhem was Pieter Anthonisz. Oosterwoudt uit Medemblik.

## De schipbreuk

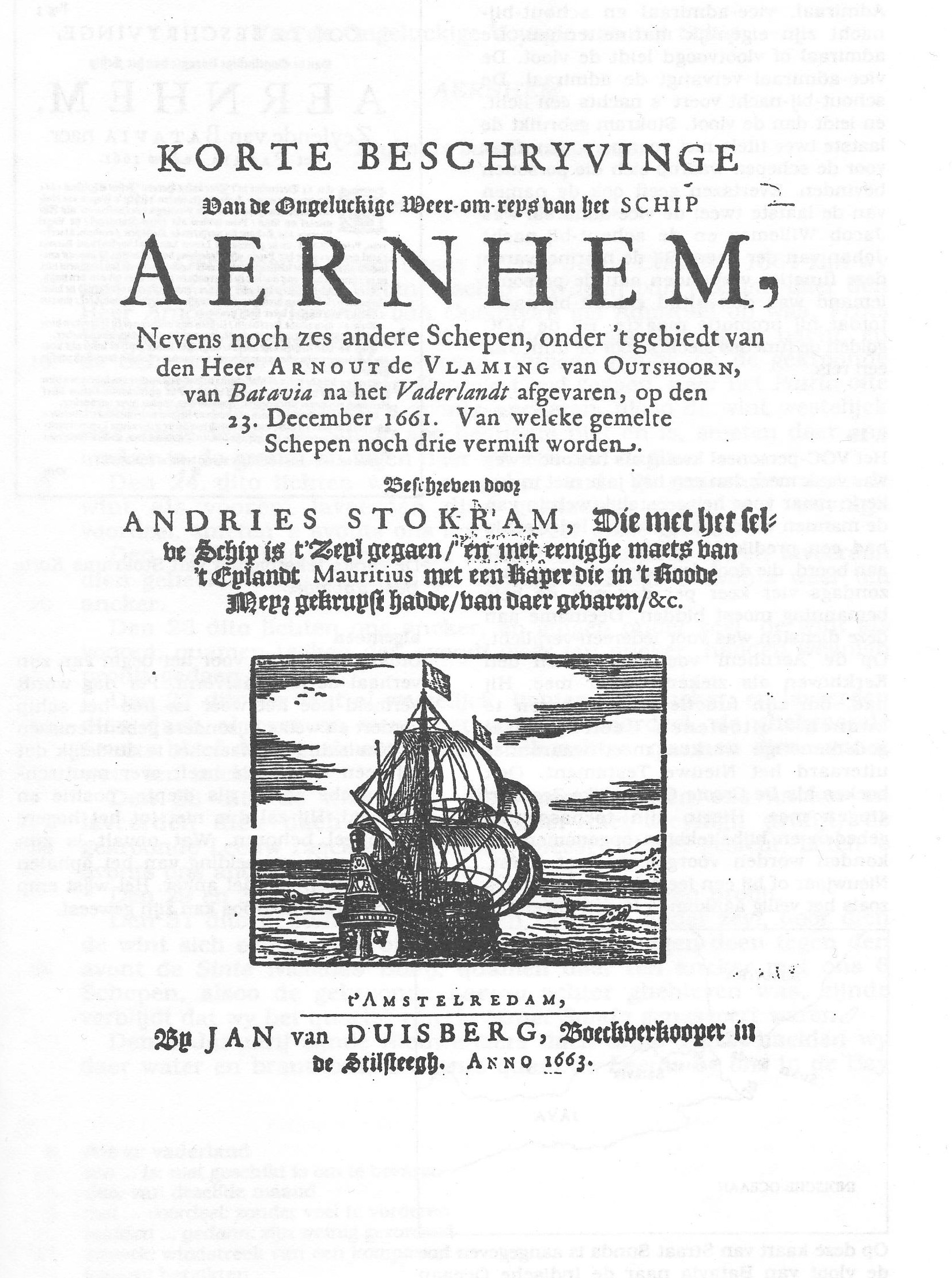
Korte Beschryvinge van de Ongeluckige Weer-om-reys van het schip Aernhem, door Andries Stokram.

Na een trage start, waarbij ze laverend tegen de westmoesson in door Straat Soenda moesten komen, konden de schepen op de Indische Oceaan enkele weken flink vaart maken met een harde oostenwind in de rug. Die dreef de schepen 'soo loffelijck voort, dat God ons geen beter voorspoed' had kunnen geven. De beste zeilers raakten voorop en de langzame bleven achter, zodat het vlootverband verbroken werd. De Arnhem had om te voorkomen dat de zeilen zouden scheuren alleen het fokzeil opstaan. Toen het in de avond van 11 februari nog harder ging waaien scheurde het zeil, net toen men ook dat wilde inhalen. Het roer werd vastgezet om het schip op koers te fixeren. Het begon echter over te hellen door de wind, zodat men de volgende dag het roer weer even los maakte om het schip wat te doen draaien. Hierbij brak de helmstok, zodat het roer heen en weer ging slaan en het achterschip loswerkte. Ook een deel van de lading begon te schuiven, waardoor de stuurboordzijde permanent onder water kwam te liggen. Vrij dichtbij zag men de Gouden Leeuw voorbij varen, die ook in moeilijkheden was en niet kon helpen. Om het schip weer op te richten werd de grote mast gekapt, maar na het omvallen sloeg die een gat in de romp, waardoor het water binnenstroomde. Vanwege het overhellen hadden de pompen geen effect, zodat de matrozen met alle macht moesten hozen. Ook de bezaansmast werd gekapt. De ankers liet men van de boeg vallen, kanonnen en lading werden overboord gegooid, maar alles tevergeefs. De bemanning besloot de zinkende Arnhem te verlaten in de twee boten. Een kleine schuit met 12 man, en een grotere boot waarin 108 mannen zich moesten samenpersen. Nauwelijks waren ze van de Arnhem weg geroeid of het schip verdween onder de golven ‘of het een steen gheweest was’, net voor zonsondergang. Veertig mannen konden niet in de boten komen en verdronken. Van de schuit werd nooit meer iets vernomen.

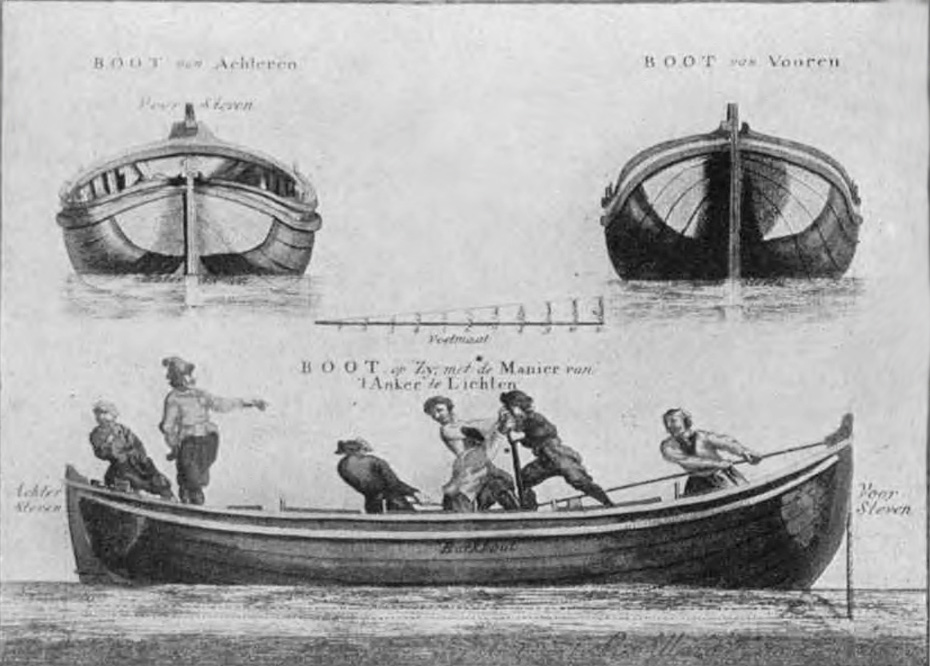
Scheepsboot uit de 17e eeuw.

In de grote boot maakte men masten van de roeiriemen en rollen zeildoek die de zeilmaker in de boot had gegooid. Met behulp van meegebrachte kaarten en navigatiemiddelen werd koers gezet naar Mauritius. In de boot waren ook vier mannen die later hun verhaal zouden opschrijven en publiceren: de ziekentrooster Simon van den Kerkhoven, die samen met zijn twee zoontjes was, de boekhouder Johan van Hal, de adelborst Volkert Evertszen en de matroos Andries Stokram.
Veel proviand had men niet, en geen drinkwater. Er volgde een zware tocht, waarbij de schipbreukelingen overdag in de hete zon en ‘s nachts in de kou dicht op elkaar gepakt zaten. In Stokrams versie van de tocht gooiden de schipper en zijn officieren een aantal mensen overboord, maar konden ze daarna door anderen gestopt worden. De mannen dronken hun eigen urine en aten in urine gedoopte stukjes scheepsbeschuit. Sommigen stierven van dorst, anderen dronken zeewater en werden gek, waarop ze overboord werden gegooid.

## Mauritius

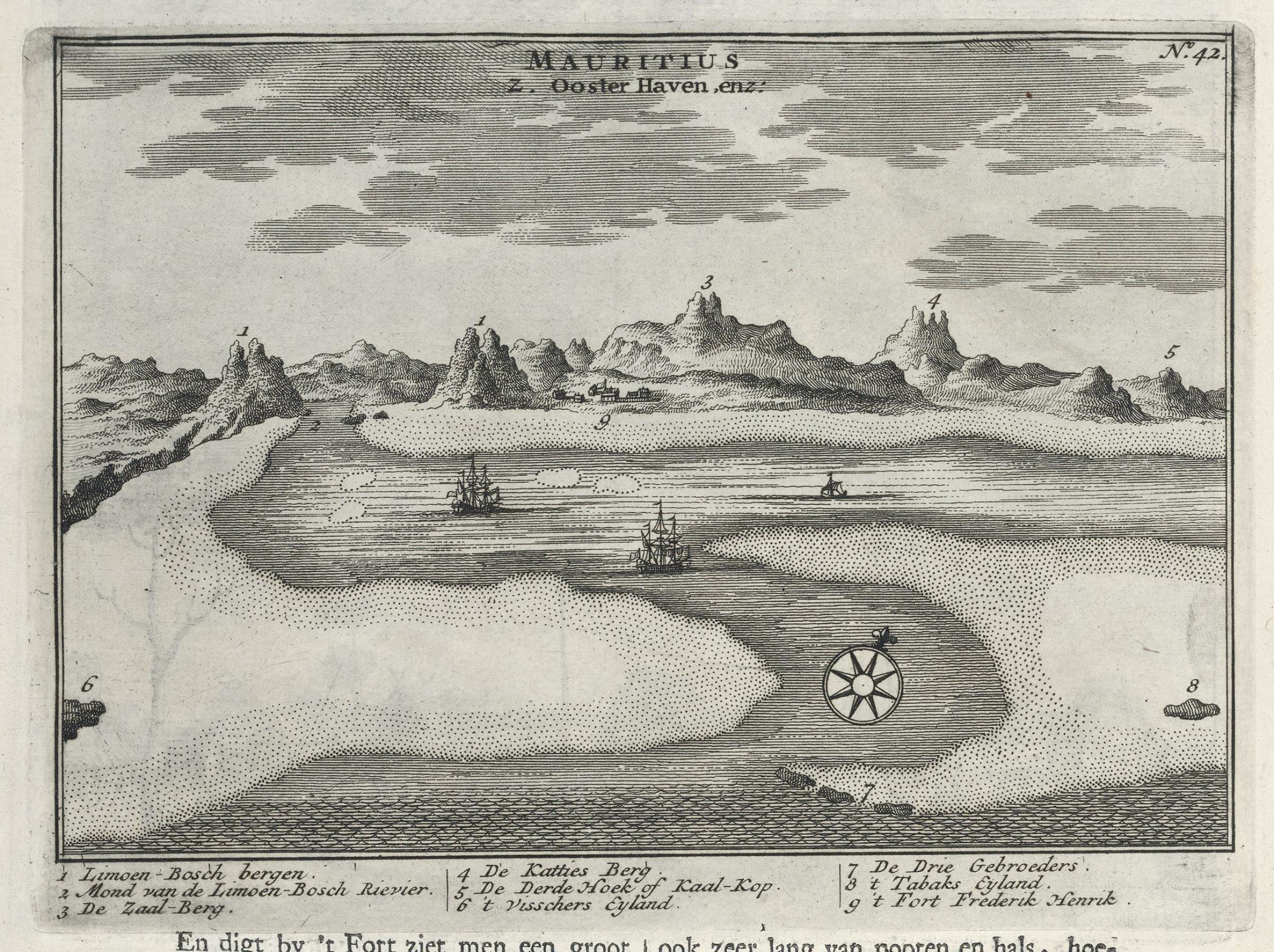
Mauritius, met het fort Frederik Hendrik begin 18e eeuw.

Op 20 februari kwam Mauritius in zicht. Met veel moeite kwam de boot langs riffen en door een hoge branding aan land, op de plek waar het in 1658 verlaten en gesloopte fort Frederik Hendrik stond. Hier dronken ze water uit een rivier en aten rauwe krabben, oesters en planten. Een kleine week later besloten de schipper, de twee stuurlieden, de boekhouder Van Hal, de bootsman, de timmerman en enkele anderen, in totaal 13 personen, met de boot naar Madagaskar te varen, en van daar te proberen naar Ceylon te komen. De andere 86 overlevenden zagen hen graag vertrekken. Stokram noemde hen ‘schelmen’. Op 12 maart in Madagaskar aangekomen werden twee van hen vermoord en de rest verjaagd toen ze hun eten niet bleken te kunnen betalen. Onderweg naar de Malediven stierven de schipper en de timmerman. Eind mei kwamen de overigen aan in de VOC-vestiging in Galle, waar alsnog de opperstuurman overleed. De anderen bereikten op 23 oktober Batavia.
Kort na het vertrek van de boot lukte het de achterblijvers op Mauritius om vuur te maken, waarna hun verblijf een stuk aangenamer werd. De grote groep viel uiteen in kleinere groepjes die zich verspreidden. Eind mei passeerde een Engels schip op weg naar Engeland, de Truroe, dat hen van meer gereedschap voorzag en twintig mannen aan boord nam. Deze twintig stapten in Madagaskar over op een ander Engels schip, en kwamen via de Coromandelkust op 2 november 1662 terug in Batavia. De overigen leefden intussen zo gerieflijk van de jacht en de visvangst dat ze op 18 juni een tweede Engels schip dat aanbood hen op te pikken voorbij lieten gaan omdat het naar Suratte ging in plaats van naar Europa. Stokram: ‘Wy hadden ‘t al na ons wenschen, droncken schier niet als wijn de palm, leefden in groote weelde, en wisten qualijck van overvloedt wat wy wilden eeten’. Hij beschreef als een der laatsten de dodo, en verbaasde zich erover dat op zo’n vruchtbaar eiland geen mensen woonden.

## Piratenschip
In oktober verscheen een Nederlands schip, de Zwarte Arend. Het was het schip van Hubert Hugo en Laurens Davidsz. die met een kaperbrief van een Franse edelman in de Rode Zee een grote buit hadden binnengehaald maar behoefte hadden aan extra zeelieden. Hugo beloofde de schipbreukelingen van alles te voorzien als ze met hem mee gingen. Stokram en 33 anderen lieten zich overhalen, en voorzagen Hugo van veel proviand. Zeven mannen sloegen het aanbod af en bleven achter op Mauritius. Eén werd vermoord door van Hugo's schip ontsnapte Afrikanen. De zes anderen werden later gered door een passerend jacht en arriveerden op 3 september 1663 in Batavia. Onderweg hadden ze op een strand van een van de eilanden van de Mascarenen een boot van een Hollands schip gevonden, maar zonder verder iemand aan te treffen. Het zou de schuit van de Arnhem geweest kunnen zijn.
Op 12 november vertrokken de overigen van Mauritius met de Zwarte Arend. Al spoedig kregen ze daar spijt van, want Hugo stelde hen op rantsoen en dreigde hen te vermoorden als ze dat niet accepteerden. Hij bleek naar de Caraĩbische Zee te willen varen. Hij vermeed de Kaap de Goede Hoop, want hij werd inmiddels gezocht door de VOC, en zeilde door naar het eiland Sint-Helena. Dat eiland was sinds enkele jaren in bezit van de Engelse Oost-Indische Compagnie. Hugo kocht er proviand van de gouverneur John Dutton en liet in ruil drie mannen achter om te helpen met de bouw van Jamestown, waaronder Andries Stokram. De drie voeren later met een Engels schip naar Engeland en van daar met een vrachtschip terug naar Nederland. De Zwarte Arend voer door naar de Caraïbische Zee en kaapte daar een Engels schip. Medio 1663 was het weer terug in Frankrijk, waar Hugo en Davidsz. werden gearresteerd.
Op 31 mei verschenen in de vergadering van de VOC-Kamer Amsterdam zeven matrozen die op de Zwarte Arend hadden gevaren, ‘versoeckende betaelinge van haer verdiende maentgelden’ op de Arnhem.

## Vervolg
Naast de Arnhem verdwenen het Wapen van Holland (920 ton), de Gekroonde Leeuw (1200 ton) en de Prins Willem (1200 ton). Van deze schepen is nooit meer iets gehoord. Er werd nog een poos naar ze gezocht bij Mauritius en Madagaskar, maar tevergeefs. De Prins Willem, gebouwd voor de VOC-Kamer Zeeland, was het grootste schip dat in de 17e eeuw door de VOC werd gebouwd, en was ook ingezet als oorlogsschip in de Eerste Engels-Nederlandse Oorlog, onder admiraal Witte de With. Met de kostbare schepen en hun bemanning ging ook een lading specerijen, kostbare stoffen en diamanten van 1.847.539 gulden verloren. De overige schepen werden vanaf de Kaap terug naar Nederland geleid door Jan van der Laen.
Het betreffende gebied was overigens berucht om zijn tropische stormen en de schipbreuken die er plaats vonden. Van de 141 retourschepen die in het bestaan van de VOC hun terugreis niet volbrachten gingen er 72 verloren in dit gebied.
Het nieuws van de ramp kwam op 14 juli 1662 in Batavia aan, waar Wouter Schouten het verlies van zijn vriend Johannes Stoffanis betreurde, maar zich tegelijkertijd gelukkig prees dat hij op het laatste moment niet met hem mee terug naar Nederland was gegaan. Gouverneur-generaal Johan Maetsuycker moet het vreemd te moede zijn geweest. Hij had zes weken na het vertrek van de vloot drie keer kort na elkaar gedroomd dat het Wapen van Holland verging, waarbij hij De Vlaming van Oudtshoorn om hulp hoorde roepen. Hij had de droom zelfs opgeschreven en het document verzegeld aan zijn secretaris gegeven.

## Schuldvraag
Over de schipbreuk van de Arnhem verschenen de jaren daarna vier verhalen. Andries Stokrams Korte beschryvinge van de ongeluckige weer-om-reys van het schip Aernhem was het eerste, in mei 1663. Datzelfde jaar nog verscheen Van den Kerkhovens Historisch Verhael, der wonderlike ende seer zeldsame voor-vallen, den gene bejegent die met het Retour-schip Aernhem, van Batavia na het Vaderland verreist zijn den 23 Decem. 1661. Van den Kerkhoven was een van de twintig die met de Truroe van Mauritius vertrok. Beide verhalen legden de schuld van de schipbreuk bij de officieren van de Arnhem. Van Hal was op 20 juli terug, ná de publicatie van Stokrams verhaal. Hij was als boekhouder een van de officieren, en verdedigde zich tegen de beschuldigingen in zijn Cort Verhael door de opperhoofden vant Schip arnem. Hij legde de schuld bij de matrozen die het roer losmaakten waardoor de helmstok brak. Een van die matrozen was Stokram. Ook geeft hij een andere versie van het overboord gooien van mensen. Volgens hem gebeurde dat alleen met degenen die gek en gevaarlijk waren geworden door het drinken van zeewater, en gebeurde het 'met eenparigheyt van stemmen'. Evertszen, die met een Engels schip in Suratte terecht kwam en daar voor de VOC bleef werken, kwam pas in 1668 terug in zijn geboorteplaats Husum. Zijn verhaal verscheen in 1670 in een bundel met reisverhalen. Ook hij gaf de schuld aan de officieren.
Aagtekerke · Akerendam · Amsterdam · Arnhem · Batavia · Bleijenburg · Concordia · De Dry Heuvels · De Dry Papegaijtiens · Dromedaris · Duyfken · Eendracht · Eendraght · Fortuyn · Geldermalsen · Gouden Buys · Goudriaan · 't Gulden Zeepaert · Halve Maen · Hof van Zeelandt · Hollandia · Landskroon · Leeuwin · Magdalena · Mauritius · Meermin · Midloo · Negotie · Nieuw Hoorn · Nieuwvliet · Nijenburg · Oude Zijpe (1711) · Oude Zijpe (1740) · Prins Willem · Rarop · Ravenstein · Ridderschap van Holland · Saerdam · Schiedam · Valkenbos · Vergulde Draeck · 't Vliegend Hert · Voetboog · Wapen van Amsterdam · 't Wapen van Hoorn · Westerbeek · Wimmenum · Zuytdorp · Zeewijk